# شاپرک‌های آند

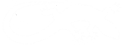
شاپرک‌های آندی

شاپرک‌های آندی(نام علمی: Andesiana) نام یک سرده از راسته پروانه‌سانان است.